# 妙見山ドライブウェイ (徳島県)

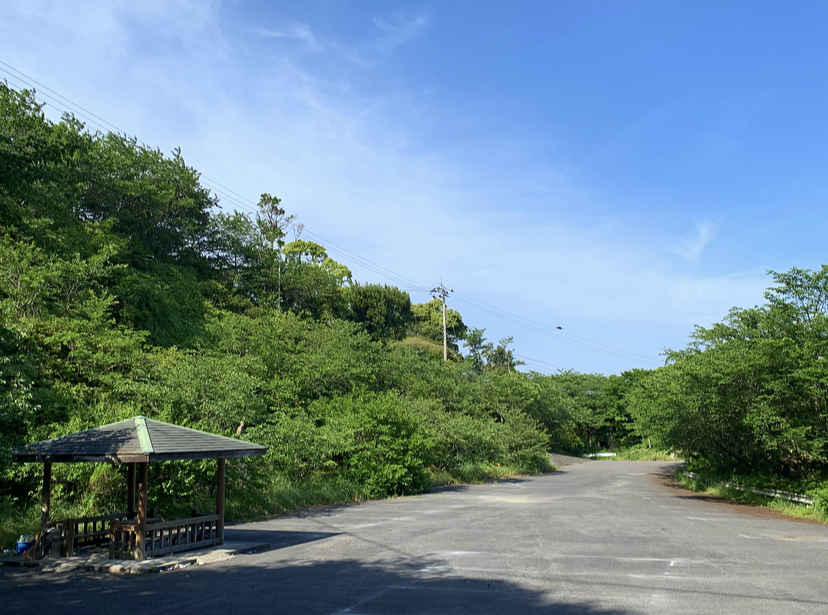
終点の妙見山公園辺りより撮影。

妙見山ドライブウェイ（みょうけんさんドライブウェイ）は、徳島県鳴門市撫養町林崎北殿町にある観光道路、ドライブコース。妙見山を登っていく一般道路である。

## 概要
妙見山にアクセスするためにつくられた道で、唯一のアクセス道である。
地図には表記されないことの方が多いが現地には道路標識が設けられている。
鳴門市中心部から車で10分前後で山頂の撫養城跡、妙見山公園に至る。
公園内からは大鳴門橋・淡路島が一望でき、また夜には同橋のライトアップを望める。車の通行量自体は少なめである。

## 周辺
- 妙見山公園
  - 鳴門ガレの森美術館
- 徳島県立鳥居記念博物館